# Matusja Blum
Matusja Blum (Kišinjev, 1914. – Sarajevo, 1998.), bosanskohercegovačka pijanistica i glasovirski pedagog. Supruga je Emerika Bluma, poduzetnika i gradonačelnika Sarajeva.

## Životopis
Matusja Blum je rođena u Kišinjevu, gdje je i započela studij klavira. U Sarajevo je došla iz Praga 1939. god. nakon završetka majstorske klase na praškom konzervatoriju kod uglednih profesora Vilema Kurza i Jana Hermana (iz te škole izašli su vodeći češki pijanisti Rudolf Firkusny i Ivan Moravec).  Odmah je započela koncertnu u pedagošku djelatnost. Sudjelovala je na tada avangardnim priredbama Collegiuma artisticuma. Od 1945. predavala na Srednjoj muzičkoj školi u Sarajevu. Neko vrijeme je djelovala i u Beogradu (1948-52), na poziv vrsnog pijaniste i pedagoga Emila Hajeka. Od 1955. je profesor na Muzičkoj akademiji u Sarajevu kao jedan od njenih prvih pedagoga (1963-67. I 1973-77. dekan). Svojim dugogodišnjim djelovanjem na sarajevskoj Muzičkoj akademiji odgojila je veliki broj vrsnih pijanista i pedagoga od kojih su najistaknutiji: Božena Griner, Milanka Mišević, Olga Vukomanović-Tarbuk, Milica Šnajder, Farida Mušanović, Zlata Maleš, Zrinka Gavrić, Planinka Jurišić-Atić, Attila Gracza i drugi.
U klasama njenih najboljih studenata odnjegovani su danas priznati umjetnici različitih generacija: Aleksandra Romanić, Sanja Lagumdžija, Peđa Mužijević, Vladimir Valjarević, Lidija Bizjak, Ivana Gavrić, Sanja Bizjak i drugi. 
Matusja Blum je bila rijetko predan i, za to vrijeme, izuzetno napredan pedagog. Njena klavirska pedagogija je sinkretizam velike ruske i prefinjene češke klavirske škole. 
Izuzetno je zaslužna za unaprijeđenje pijanizma u Bosni i Hercegovini i šire. Po mnogima je bila jedan od najkvalitetnijih klavirskih pedagoga u bivšoj državi. Njeno ime nosi internacionalno takmičenje pijanista Memorijal Matusja Blum u Sarajevu.

## Vanjske poveznice
- Matusja Blum  Arhivirana inačica izvorne stranice od 14. lipnja 2020. (Wayback Machine)